# パガン島
パガン島(パガンとう、チャモロ語: islan Pågan、英語: Pagan Island)はマリアナ諸島にある島。アメリカ合衆国の自治領（コモンウェルス）北マリアナ諸島に属する。サイパン島の北約320kmの北緯18度10分、東経145度46分に位置する。北63kmにアグリハン島、南50kmにアラマガン島がある。

## 概要

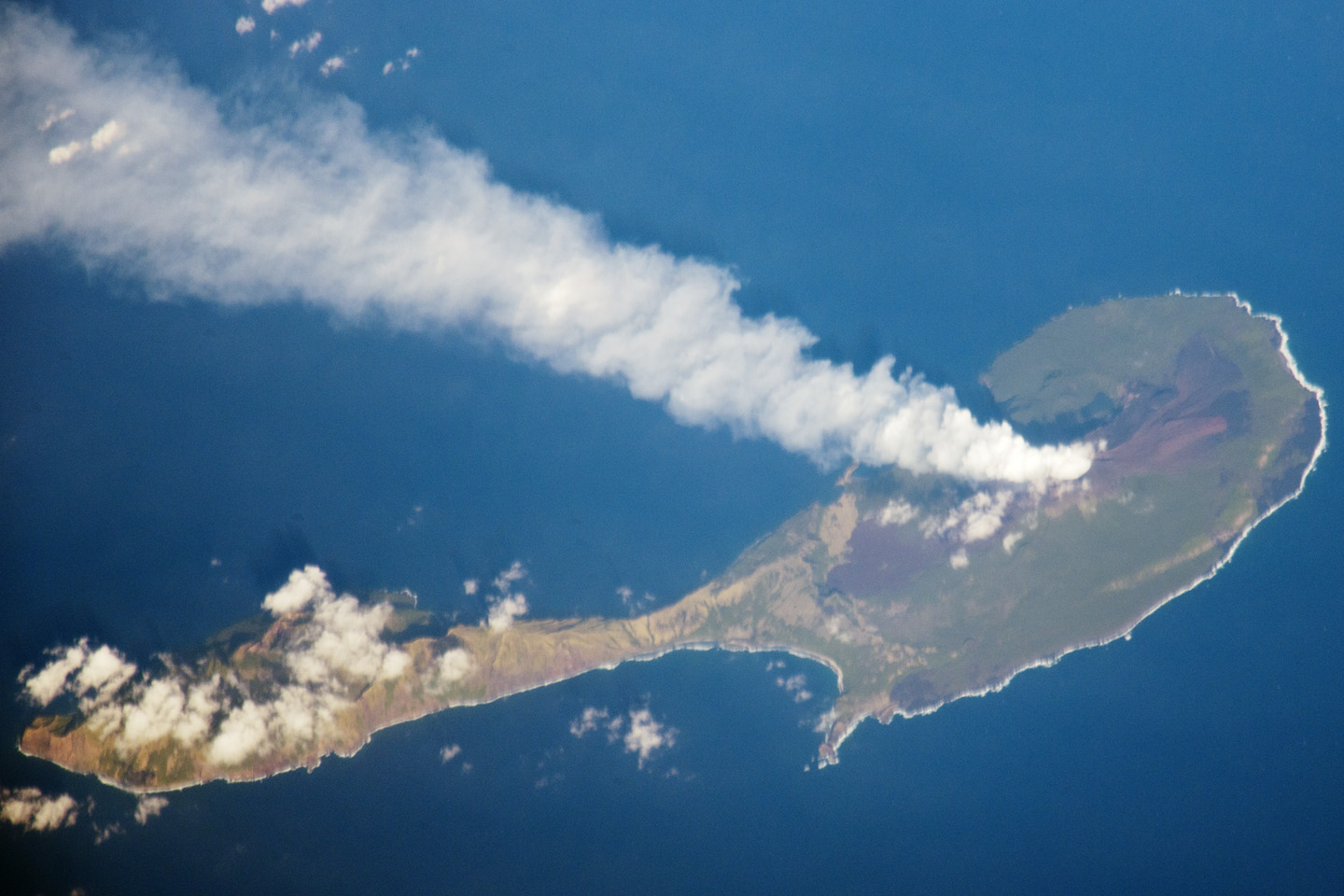
パガン島（2012年3月）

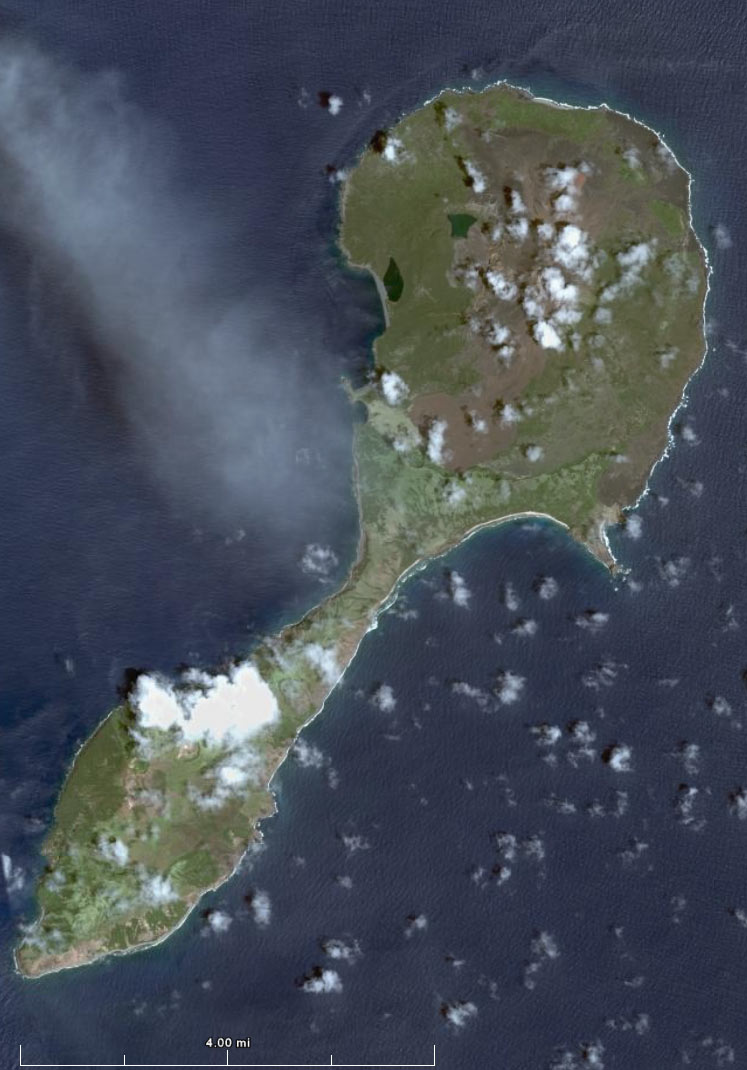
ランドサットによるパガン島の画像

面積は約48km2で北部諸島（サイパン島より北の島）で最大である。パガンとはスペイン語paganoから派生したチャモロ語で「異教、異教徒」という意味。
2つの火山から構成され、北東部に標高570mのパガン山、南西部に4つの火口を持つ548mの高地状の無名峰(通称クタキヤシまたは丸山、ツルギ山)があり、その間が溶岩起因の地峡部からなる。北東から南西方向が16km、地峡部は細い部分では幅500m程度である。火山学ではパガン山を「北パガン」(North Pagan)、南西峰を「南パガン」(South Pagan)と呼ぶこともある。北東部のパガン山は現在も活動的で、最近では1981年に大規模な噴火があり溶岩を噴出、それ以来断続的に噴火を繰り返しており、1993年にも比較的大きな噴火があった。南西峰は1864年の噴火以降、大規模な活動は認められない。パガン山西方には湖が2つあり、そのうちの一つラグナ湖の北岸には温泉(硫黄泉)が湧出していた。
2006年12月5〜8日に北パガンからの火山灰や火山ガスの小規模の噴出が人工衛星により確認されたが、被害は報告されていない。
平地は野原の部分もあるが、多くの部分は椰子類、松類などの森林が発達している。古くから人が暮らしていたため、持ち込まれた動植物によって生態系は大きな影響を受けている。山羊、豚、牛等の家畜が野生化しており、牛が数百頭まで繁殖している。
1981年の噴火で住民53人が島から避難。多くが現在も島から離れて暮らしている。2005年6月時点で約20人が、北西部のバンダラ集落(Bandara Village)一か所で生活している。（2008年5月時点では2名）

## 交通
定期便はない。サイパン島から船またはヘリコプターのチャーターのみ。第二次世界大戦で使用された滑走路は、1981年の噴火による溶岩流に覆われ、北側の約500mを残すだけとなっているが、特に整備はされておらず、荒れた草地となっている。小型の双発固定翼機であればかろうじて離着陸が可能である。滑走路脇には、零戦と双発爆撃機(九七式重爆撃機)の残骸が残っている。この残骸は、日本本土を襲っていたB-29を破壊するため、1944年秋に硫黄島から飛び立ってサイパン島の米軍基地への空爆を敢行したのち、パガン島に不時着したものである。

## 歴史
1668年に宣教師サンビトレスが教化のため来島、その際サント・イグナチオ(St. Ignatius)と名付けている。
1672年にはスペインが統治を目的として住民をグアム島に強制移住させている。その後、チャモロ人は19世紀前半に戻るが、その頃にはカロリン諸島からカナカ人も移住してきていた。
第一次世界大戦終了後、敗北したドイツから戦勝国の日本の委任統治に変わったのを機に、沖縄などから日本人の入植が本格化し、コプラ、綿花等の栽培が盛んに行われた。またマリアナ諸島外から多数のカナカ人が移住させられ、これらの栽培に従事した。カツオ、マグロ等の漁業も行われていた。
1933年の日本の国際連盟脱退後、島は哨戒基地としての役割を重視され、1935年ごろから飛行場造成が、1937年ごろから海軍基地建設が行われた。第二次世界大戦後の1942年当時、日本人413人、カナカ人229人が暮らしていた。
1944年6月に約2150名からなる独立混成第9連隊（連隊長：天羽馬八陸軍大佐。終戦時は少将）が島に配備されるとともに、連合国軍による空爆が激しくなり、約2ヶ月で食料困窮状態となった。同12月に潜水艦による物資輸送があったものの、終戦まで食料不足が続いた。爆撃による人的被害はほとんどなかったが、栄養不良による死者は数百人におよんだ。
1945年9月2日、守備隊が降伏文書に調印。同年10月下旬から数度にわたる引き上げが行われ、残務整理にあたった連隊長ら56人、残留邦人140人は、1946年3月6日に駆逐艦初梅にて佐世保港に復員した。
第二次世界大戦後はアメリカの信託統治領となり、その後、アメリカの自治領となった。